# Ambassade van Nederland in Duitsland
De Nederlandse Ambassade in Berlijn werd op 2 maart 2004 officieel in gebruik genomen door koningin Beatrix en de Duitse en Nederlandse ministers van Buitenlandse Zaken, Joschka Fischer en Ben Bot. Sinds 2021 is Ronald van Roeden hier ambassadeur.
Het gebouw werd ontworpen door de befaamde Nederlandse architect Rem Koolhaas. Het ontwerp won de Architekturpreis Berlin in 2003 en de Mies van der Rohe Award for European Architecture in 2005.
De ambassade is gelegen aan de Klosterstraße in het hart van Berlijn, aan de rivier de Spree. Het ontwerp van Koolhaas oogt als een glazen kubus. Dit "kaartenhuis", zoals Koolhaas het zelf noemt, heeft geen aparte verdiepingen, maar is gebouwd als een soort hellingbaan die door het hele gebouw cirkelt. Het gebouw heeft een groot aantal verschillend uitgevoerde automatische deuren. De vergaderzaal van de ambassadeur is een glazen ruimte die boven de binnenplaats hangt en deze wordt de skybox genoemd.
Vanaf de rivier de Spree loopt dwars door het gebouw een diagonale zichtas naar de Fernsehturm. Deze zichtlijn is in het kadaster van de stad "voor eeuwig" vastgelegd, wat betekent dat er niet gebouwd mag worden tussen de ambassade en de Fernsehturm. Alle kunst in het gebouw is van Nederlandse kunstenaars met uitzondering van een aantal afdrukken van Reigning Queens van Andy Warhol, waarin hij Beatrix der Nederlanden heeft afgebeeld.
Er is een architectuurgids over het gebouw samengesteld, en er worden ook rondleidingen in het gebouw gegeven.

## Galerij

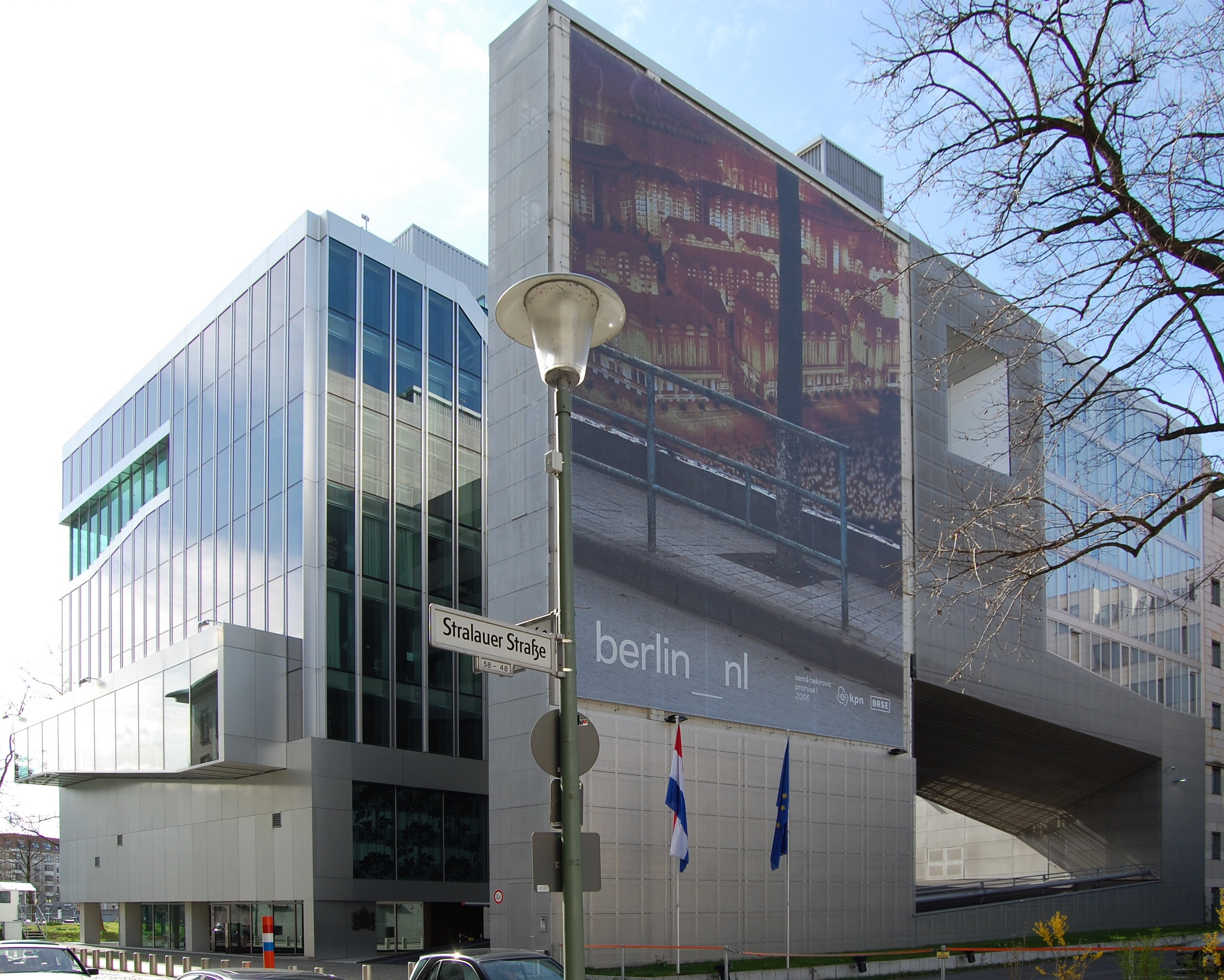
Het gebouw gezien vanuit de Stralauer Straße
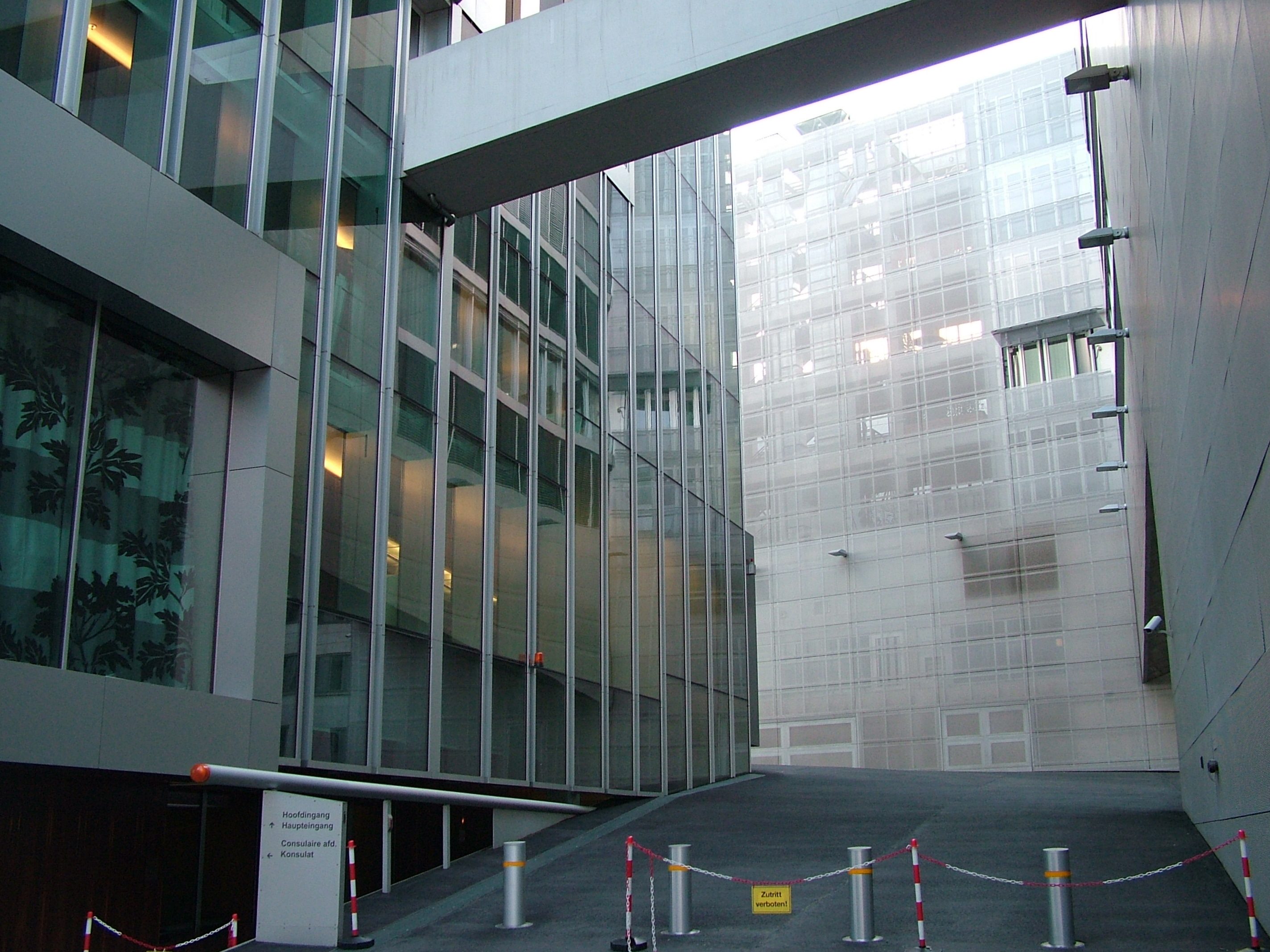
Het atrium van het gebouw
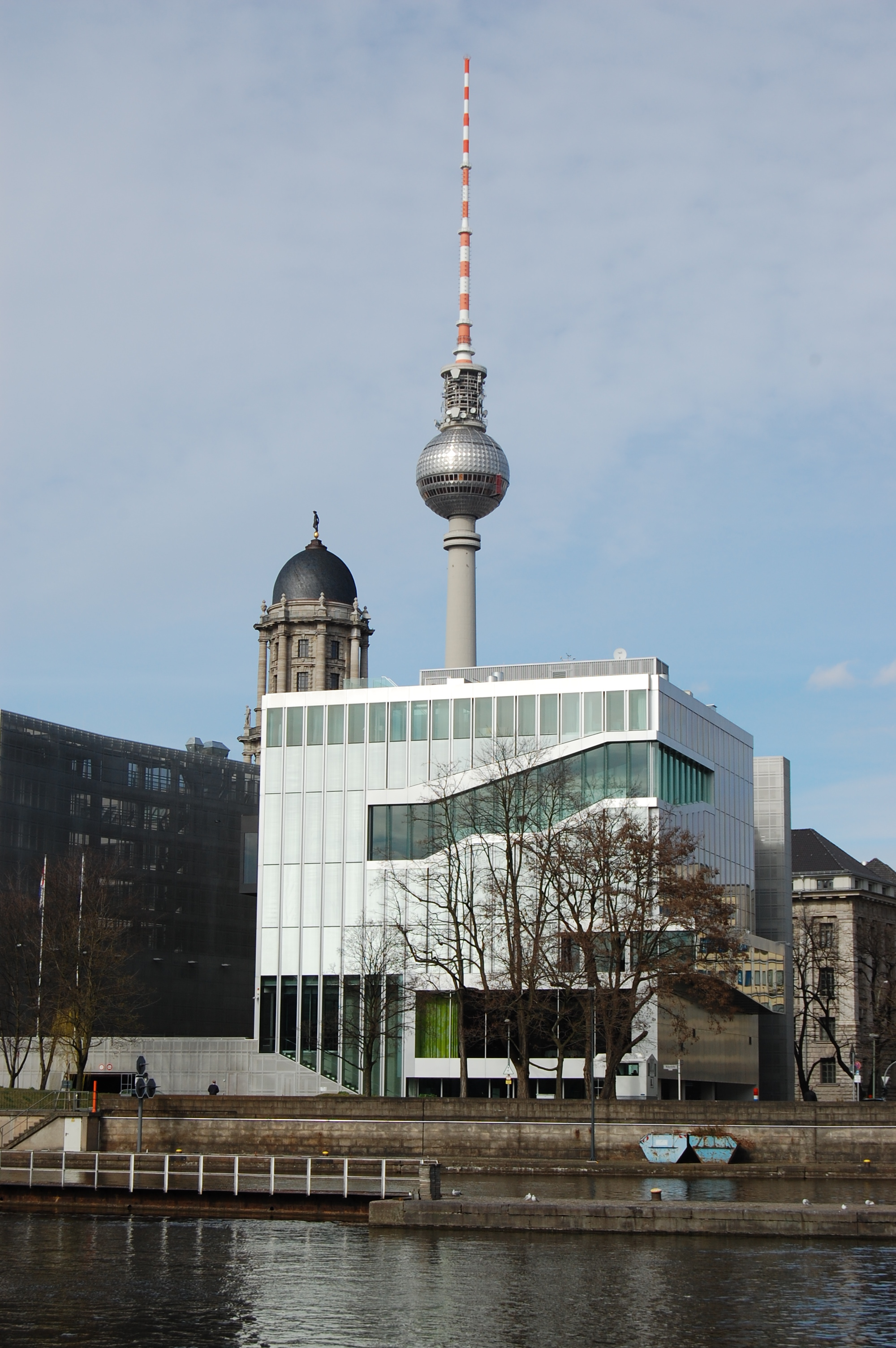
Het gebouw met de Fernsehturm op de achtergrond
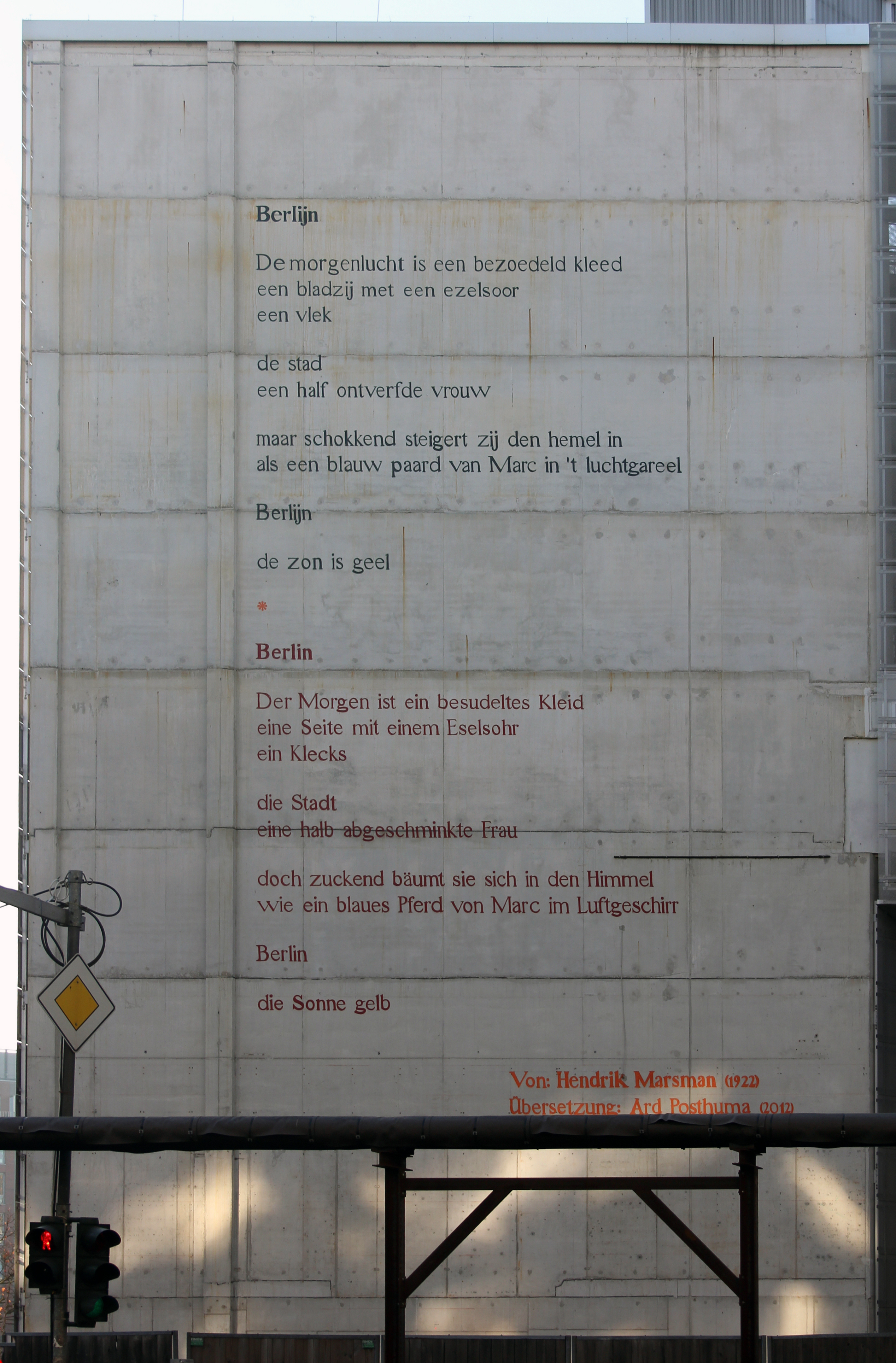
Gedicht van Hendrik Marsman op een gevel van het gebouw